# Calcul algébrique
Pour les articles homonymes, voir Algébrique.
 (juin 2010).
C'est vers le XVIe siècle que l'on voit avec le calcul algébrique, apparaître les mathématiques « modernes ». Auparavant il n'était pratiqué que le calcul numérique ou l’algèbre chaloupée (écrite en langue commune). Le calcul algébrique combine lettres et nombres, et des opérations. La grande différence entre le calcul numérique et le calcul algébrique est que le premier a pour but de ne donner qu'un résultat particulier alors que le second — bien qu'incluant le premier — permet de prouver une théorie, de démontrer ou de définir des lois de manière plus générale. Euclide dans les livres arithmétiques des Éléments d'Euclide (livres VII à IX) utilise fréquemment des valeurs numériques particulières qui ont valeur de généralité.
L'algèbre est donc une arithmétique généralisée.

## Sur les notations
En utilisant des lettres pour désigner des variables telles {\displaystyle a,b,x{\text{ et }}y}, la multiplication standard se note {\displaystyle \times } ou bien {\displaystyle \cdot } (ou sans signe lorsque le contexte le permet). 
On notera donc 2 multiplié par 4 : {\displaystyle 2\times 4} ou {\displaystyle 2\cdot 4}. 
De même : {\displaystyle x{\text{ fois }}y=x\times y=x\cdot y=xy}.

## Exemple
On souhaite démontrer (lentement) que le produit de la somme et de la différence de deux nombres est égal à la différence de leurs carrés :
{\displaystyle (a-b)\cdot (a+b)=a\cdot (a+b)-b\cdot (a+b)=a^{2}+a\cdot b-b\cdot a-b^{2}=a^{2}-b^{2}} .
Ainsi {\displaystyle (a-b)\cdot (a+b)=a^{2}-b^{2}}.

## Règles de priorité
Les règles de priorité qui s'appliquent aux suites de calculs définissent l'ordre dans lequel ces calculs doivent être menés.
1. Les parenthèses ont toujours priorité sur les autres calculs.
2. Viennent ensuite les crochets. Quand le problème des parenthèses et des crochets est réglé, on s'intéresse aux différentes opérations, à savoir dans l'ordre :
3. Les puissances
4. Les produits et les quotients
5. Les sommes et différences

Par exemple, dans le calcul de l'expression :

{\displaystyle A=8-3\cdot 5^{3}+(7+10)^{2}}

D'après les règles de priorité, on commence par faire le calcul entre parenthèses

{\displaystyle \Leftrightarrow A=8-3\cdot 5^{3}+(7+10)^{2}=8-3\cdot 5^{3}+(17)^{2}} .

Ensuite, on effectue le calcul des puissances

{\displaystyle \Leftrightarrow A=8-3\cdot 5^{3}+(17)^{2}=8-3\cdot 125+289}

Maintenant le calcul prioritaire à effectuer est le produit

{\displaystyle \Leftrightarrow A=8-3\cdot 125+289=8-375+289}

Et maintenant, il ne nous reste plus que des sommes :

{\displaystyle \Leftrightarrow A=8-375+289=-78}

Autre exemple :

{\displaystyle \displaystyle A=4+[5\cdot (8-6)+8]}

{\displaystyle \displaystyle A=4+[5\cdot 2+8]}

{\displaystyle \displaystyle A=4+[10+8]}

{\displaystyle \displaystyle A=4+18}

{\displaystyle \displaystyle A=22}